# Zwitsers systeem
Het Zwitsers systeem is een toernooisysteem dat veel wordt toegepast bij denksporten. Het toernooi bestaat uit een vooraf bepaald aantal rondes en iedere speler speelt in iedere ronde een wedstrijd (aangenomen dat er een even aantal spelers zijn). In elke ronde worden zo veel mogelijk spelers met hetzelfde aantal punten (bijvoorbeeld 1 punt voor een overwinning, ½ punt voor een remise) tegen elkaar ingedeeld, maar dezelfde spelers spelen nooit tweemaal tegen elkaar. Hierdoor worden dus in het verloop van het toernooi de sterkere spelers tegen elkaar ingedeeld, evenals de zwakkere. Het maximum aantal rondes dat gegarandeerd kan worden gespeeld, zodanig dat geen twee spelers elkaar meer dan een keer treft, is de helft van het aantal spelers.
Aan het eind bepaalt het aantal punten dat elke speler heeft behaald de uitslag van het toernooi. Wanneer die gelijk zijn, worden vaak de zogenaamde weerstandspunten gebruikt om een uitslag te bepalen. Dit is de som van het aantal punten behaald door de tegenstanders van een speler. Het idee daarachter is dat een speler met veel weerstandspunten relatief zware tegenstanders heeft gehad.
Het voordeel van het Zwitsers systeem is dat iedere speler een gelijk aantal wedstrijden speelt en men speelt tegen tegenstanders van gelijke sterkte. Een tweede voordeel is dat bij een groot aantal spelers ook met een beperkt aantal speelrondes de einduitslag een redelijk goed beeld geeft van de onderlinge krachtsverhouding. Een nadeel is dat er geen beslissende finalepartij in de laatste ronde is, wat het toernooi wellicht minder interessant maakt voor publiek.